# Border Break: Sega Network Robot Wars
 (mai 2014).
Border Break: Sega Network Robot Wars (ボーダーブレイク, Bōdā Bureiku) est un jeu vidéo de mecha développé par l'équipe de Sega-AM2 sur sa dernière machine d'arcade (Sega RingEdge).

## Système de jeu
Le jeu se concentre essentiellement sur des batailles de robot via une connexion réseau entre les bornes d'arcade. Deux équipes de dix robots vont batailler à travers des paysages différents, qui incluent des villes, des villages et des installations diverses. Dans chaque carte, l'objectif de chaque équipe est de neutraliser le cœur du réacteur de l'équipe adverse afin de gagner le match. Les deux équipes sont marquées en bleu et rouge respectivement. À la fin de chaque match, les points des classes sont remis aux joueurs afin d'améliorer leur grade.

### Types de robots
Dans Border Break, il existe quatre différentes classes de robots de combat au choix, dont  les Blast Runners.
- Assaut : C'est la classe de base de première ligne et chaque Blast Runner d'assaut peut utiliser des armes automatiques comme les fusils d'assaut et des mitraillettes. Ils peuvent lancer des grenades et aussi utiliser un sabre pour attaquer leurs adversaires. Un Blast Runner de cette classe est équipé d'un chargeur d'assaut avec chargement à grande vitesse dans un temps court. Cette classe est utilisée au mieux pour les faibles et moyennes portées.
- Heavy : Comme son nom l'indique, ce type de Blast Runner utilise l'artillerie lourdes telles que des mitrailleuses, Gatling canons, obusiers d'artillerie et des lance-roquettes qui peut traiter des dommages dévastateurs.   Pour le support, un Heavy Blast Runner porte des  grenades ECM qui peuvent affecter le déploiement adverse. Cette classe est la meilleure pour les joueurs qui préfèrent les attaques de moyennes et longues portée.
- Snipe : Les Blast Runners de la classe sniper ont la plus longue portée de tous. Ils peuvent utiliser des armes sniper de haut calibre et déployer des tourelles de défense automatique et écrans de barrière pour la protection et la défense. En arme secondaire, cette classe peut porter un pistolet ou faire sauter des mines.
- Support : Les Blast Runners de la classe de soutien apportent la guérison par la capacité de réparer d'autres Méchas. Ils peuvent déployer des Kits de réparation aux Blast Runners endommagés et défendre les bases avec des canons automatiques et des radars. Les Blast runners de soutien peuvent mener des drones pour surveiller les troupes ennemies qui apparaissent comme des points rouges dans les écrans radar de son équipe. Au lieu de drones, un Blast Runners support peut transporter des paquets de munitions qui peuvent être déposés pour ses coéquipiers. Mines et bombes à distance peut être mise à feu quand ils sont approchés par des ennemis. Les Blast Runners de soutien peuvent utiliser les fusils de chasse pour se défendre.

### Touch Panel
La communication entre les joueurs d'une même équipe utilise la capacité de l'écran tactile. Les joueurs peuvent appuyez sur les commandes à l'écran et les réponses pour informer l'équipe de leur prochain mouvement. Ils peuvent envoyer toute l'équipe pour attaquer un ennemi ensemble, défendre eux-mêmes à partir d'un endroit désigné, appeler des renforts, éclaireur de la zone avant.  Les réponses viennent avec l'affirmation ou non (s'ils sont pas en mesure de suivre les commandes).
Une autre possibilité est de dialoguer avec un  Blast Runner ami  une fois a  l'écran. Les joueurs peuvent dire un mot de remerciement pour l'aide que les autres Runners lui ont apportée, de s'excuser de ses erreurs de manœuvres, ou d'appeler d'autres Runners pour qu'ils les rejoignent dans l'action.  Quand les joueurs touchent un ennemi ou le repère à l'écran, ils peuvent informer leur propre équipe de leur découverte et ordonner à l'équipe d'attaquer. Les joueurs seront capables d'appeler du soutien proche en touchant leur propre Mechas et en choisissant l'option pour être réparé.
De plus les Heavy Runners peuvent repérer un lieu après s'être déployées sur un point de la carte et ainsi élargir leur portée specifique d'artillerie, et de bombardé à partir de ce point.

### Fonctionnalités de données
Border Break  emploie une carte de données disponibles pour les joueurs à acheter dans certaines salles de jeux d'arcades, semblable à celui utilisé dans Ghost Squad. Cette carte est facultative et est uniquement destinée pour le jeu et de nouvelles fonctions. À la fin de chaque match, peu importe la victoire ou la défaite, les joueurs seront récompensés avec des boîtes contenant des objets mystère aléatoire. Selon la façon dont l'obtention des boîtes se passe, ils peuvent choisir l'une d'elles à l'écran et l'élément à l'intérieur sera ajoutés à leur inventaire. Les éléments  peuvent être utilisés pour acheter de armes meilleurs  ou  des nouvelles  parties du corps pour leurs Runners. Les Blast Runners peuvent être personnalisés avec des parties du corps de meilleure qualité et de couleur différentes, offrant une sensation unique pour le joueur.
Les crédits Arcade peuvent être utilisés pour acheter des points de jeu (GP) dans une carte de données. Un crédit permet à l'achat de 260-300 GP, tandis que deux et cinq crédits peuvent acheter des GP en plus grand nombre avec une petite quantité de bonus gratuit de GP. Plus on achète de GP, plus le temps de jeu dans un match sera long.  Par exemple, 1 200 GP équivaut à de 1 200 secondes (20 minutes) de temps de jeu. Les GP peuvent être également utilisé pour acheter des armes et des parties du corps, ou de personnaliser les fonctionnalités de leur pilote.
Si le joueur réussit certains succès, des médailles lui seront automatiquement  attribuées. Certaines pièces d'armes ou des parties du corps demande un certain nombre de médailles pour être débloqués et certaines peintures de méechas peuvent être déverrouillées par la collecte de  médailles spécifiques.